# Sběratel (kniha)
Sběratel je román Johna Fowlese z roku 1963. Roku 1965 byl zfilmován.

## Děj
Kniha vypráví o mladém osamělém muži jménem Frederick Clegg, který pracuje jako úředník. Ve svém volném čase se věnuje sbírání motýlů.
V první části románu vidíme děj z Frederickova úhlu pohledu. Ten cítí, že ho přitahuje mladá studentka umění, Miranda Greyová. Z povzdálí ji obdivuje, avšak nikdy se s ní neodváží navázat kontakt, protože mu chybí základní sociální dovednosti. Jednoho dne vyhraje značnou částku, což mu umožní přestat pracovat a koupí si dům na venkově. Tam se však cítí osaměle a touží po Mirandě. Vzhledem ke svému duševnímu stavu se rozhodne, že ji přidá do své sbírky násilím a že po určité době, kterou s ním, byť nuceně, stráví, se do něj zamiluje. Po důkladných přípravách ji unese a zamkne ve sklepě svého domu. Poté, co se Miranda probudí, ho konfrontuje a ukáže, jak nesprávně si počínal. Frederick se cítí trapně a slíbí jí, že ji za měsíc pustí. Předsevze si, že jí ukáže všechny své kladné stránky, zasype ji dárky a poskytne pohodlný domov. To vše pod jednou podmínkou: nesmí opustit sklep.
Druhá část románu sestává z útržků deníku Mirandy Greyové, do kterého píše během svého zajetí. Clegg ji děsí a ze začátku mu nerozumí. Zprvu si myslí, že ji unesl ze sexuálních pohnutek, ale posléze se ukáže, že tomu tak není. I přesto, že ho začne litovat, se několikrát, neúspěšně, pokusí o útěk, a tak se Clegga snaží přesvědčit, aby ji pustil. Jediným výsledkem jejího chování je, že svého věznitele naštve. Když tedy u Fredericka neuspěje, začne fantazírovat o tom, že ho zabije. Předtím, než se může o cokoliv pokusit, vážně onemocní a zemře na zápal plic.
Třetí část je psaná opět z Frederickova pohledu. Po smrti Mirandy chce spáchat sebevraždu, ale potom, co si přečte její deník, ve kterém píše, že ho nikdy nemilovala, se rozhodne, že si raději „polapí“ jinou.